# Сакутэйки
Сакутэйки (作庭記, букв. «Записи о создании садов», альтерн. название «Сэндзай хисё») — древнейшая японская рукопись, содержащая рекомендательную информацию по устройству садов в стиле синдэн-дзукури.
«Сакутэйки» были составлены предположительно во второй половине XI в. — в период Хэйан (794—1185). Автором рукописи традиционно считают Татибана-но Тосицуна (1028—1094), сына[уточнить] могущественного регента Фудзивара-но Ёримити (992—1074), основавшего в 1052 г. знаменитый монастырь Бёдо-ин в Удзи. Точно неизвестно, какое название рукописи носили в период Хэйан. В период Камакура (1185—1333) их называли «Сэндзай хисё» (前栽秘抄, букв. «Собрание секретов садов»). После того как свитки Тосицуна оказались во владении дома Маэда, влиятельного рода правителей Кага, с них было сделано несколько копий. Одна из таких рукописных копий стала собственностью семьи Танимура из Канадзава, где и сохранилась до настоящего времени. Примечательно, что копия рукописей не имела заглавия и только в конце периода Эдо (1603—1868), когда её текст включили в собрание исторических литературных произведений «Гунсё руидзю», стала именоваться «Сакутэйки».
Два свитка рукописи Тосицуна представляют собой свод норм и правил устройства садов. Содержание рукописи, очевидно, накапливалось в течение нескольких столетий и устно передавалось садовниками из поколения в поколение.

## Структура
Рукописи представлены двумя свитками; состоят из 15 разделов и содержат 120 записей:
- Основные положения
- Планирование участка
- Пруд, синдэн и мосты
- Камни и пруд
- Карэсансуй
- Стили установки камней
- Виды островов
- Устройство водопадов
- Виды водопадов
- Ручьи
- Установка камней
- Запреты
- Растения
- Водные источники
- Разное